# 日本紀講筵
日本紀講筵（にほんぎこうえん）は、平安時代前期に、国史である『日本書紀』の講義・研究を行った、宮中行事の一種である。
721年（養老5年）に最初の講筵に行われたが、これは『日本書紀』完成を祝したものと考えられ、後世のものとやや趣が異なっていると見られる。その後、平安時代に入って812年（弘仁3年））・843年（承和10年）・878年（元慶2年）・904年（延喜4年）・936年（承平6年）・965年（康保2年）と概ね30年ごとに計6回が行われたものと史料などから考えられている。平安時代に入って開催された理由については、書記編纂時期の趣旨も忘れ去られつつあり、朝廷の権威維持のために行われたとする説がある。
講師には紀伝道などの歴史に通じた学者が博士・都講・尚復などに任命されて、数年かけて全30巻の講義を行った。長期にわたる大規模な行事であったために、ほぼ30年おきに1回開催され、尚復を務めた者が次回の博士・都講を務めるのが慣例であった。また、出席者も太政大臣以下の公卿や官人が出席して熱心な講義・意見交換が行われたとされている。元慶以後には、全ての日程が終了した後に大規模な竟宴が開催され、公卿らを中心に『日本書紀』の故事・逸話に因んだ和歌（「日本紀竟宴和歌」）を詠み、大歌御琴師がそれに合わせて和琴を奏で、博士以下に恩賞として禄を賜った。906年（延喜6年）（904年（延喜4年）からの講筵）と943年（天慶6年）（936年（承平6年）からの講筵）の際に行われた竟宴の和歌が今日でも多く残されている。
博士ら講義担当者は講義にあたって予めテキストに相当する覚書である『日本紀私記』を作成した。主に本文の訓読に関する記述が多いが、中には内容や講義での質疑応答にまで踏み込んだものもある。これらの私記は、漢文で書かれた『日本書紀』を本来の伝承形態に戻って解釈することに力を注いでいると考えられている。既に弘仁の頃には様々な家系書・歴史書が現れていて、そのため弘仁の講義はそれらからの理解を本来に戻すことを主眼として行われたのではないかともされる。現存4種の私記が残されている。また、これらの私記は後世の『釈日本紀』編纂時の資料として用いられたと考えられ、私記の逸文からの引用と考えられる部分が同書中に記されている。また、序文に記紀よりも古い成立であると記している点について偽りだと考えられている『先代旧事本紀』の真の成立時期の推測などといった、文献学的にも多々参照されている。
『古事記』は、延喜の日本紀講筵に至って初めてその存在が触れられたもの（ただし、これも現在の我々が知る『古事記』と同じものかは不明である）で、それまでの資料にその名は全く見当たらず存在が不明で、少なくともそれまでは歴史書と見られていなかったことは確実であるため、こういった点が古事記偽書説の有力な根拠の一つとして言及されることも多い。